# Vratislavský palác
Vratislavský palác je barokní budova v Praze na Malé Straně, v ulici Tržiště č. 366/13. Dvoupatrový barokní palác s klasicistní fasádou a s terasovitou zahradou a salou terrenou v zadní části objektu nese jméno podle šlechtického rodu Vratislavů z Mitrovic.  
V objektu sídlí velvyslanectví Irské republiky a Americké centrum. Palác sousedí s Schönbornským palácem, v němž sídlí velvyslanectví Spojených států amerických. Je chráněn jako kulturní památka.

## Historie

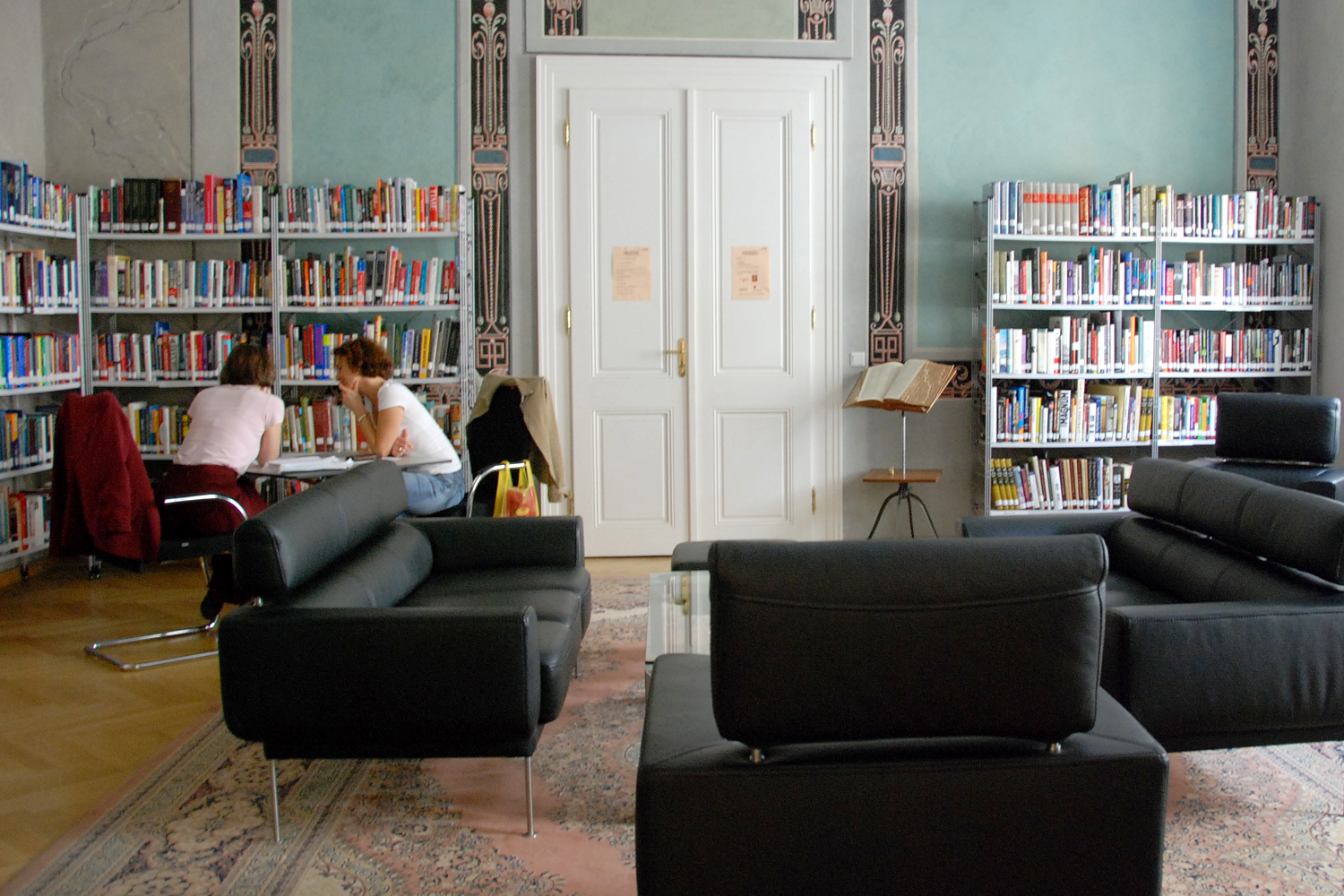
Interiér Vratislavského paláce - Knihovna Amerického centra v Praze

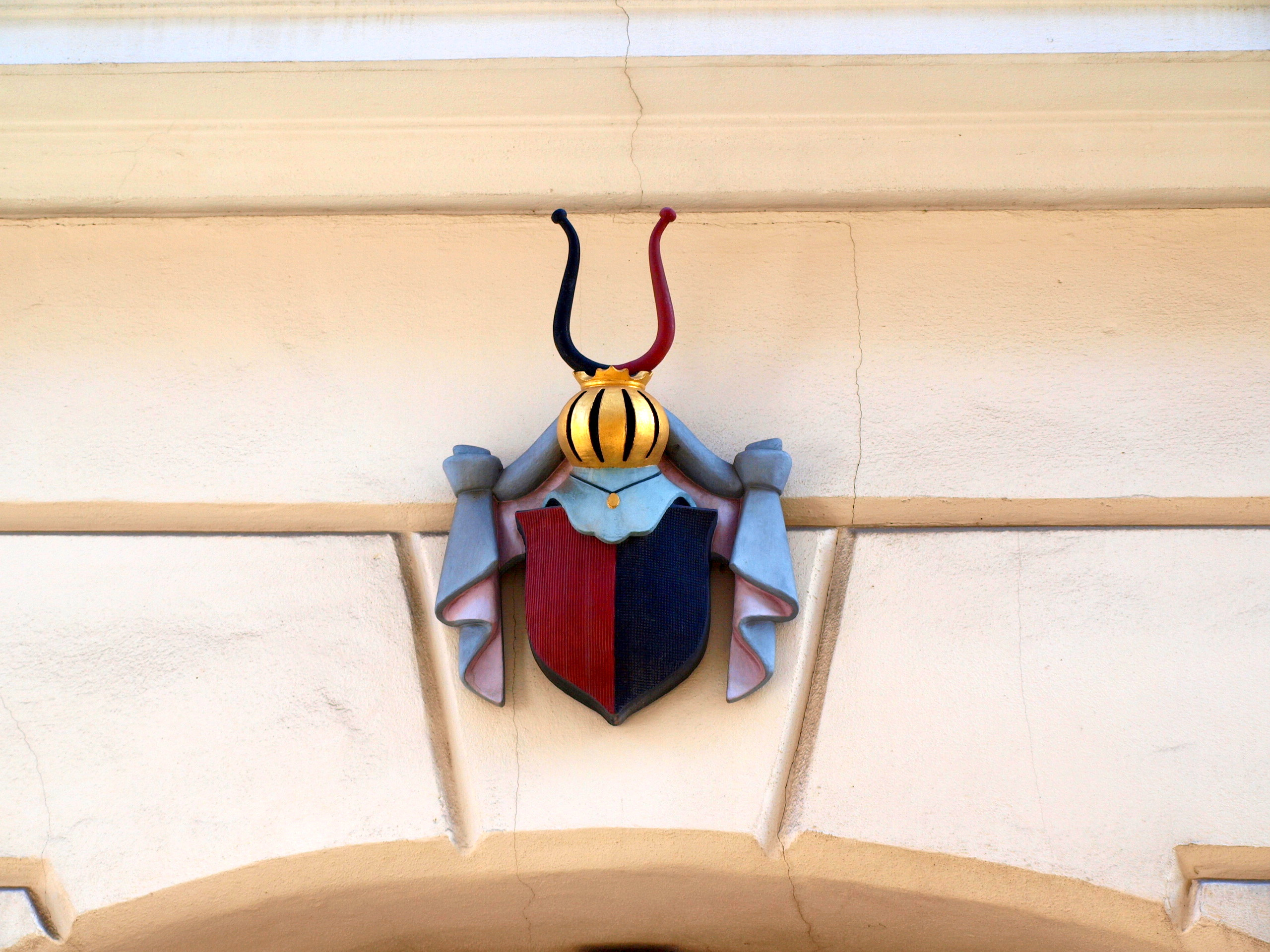
Vratislavský erb na průčelí paláce

Roku 1671 koupil Kryštof František Vratislav z Mitrovic dva domy na Tržišti se zahradou a koncem 17. století je přestavěl na palác s hlubokým předním křídlem a čtvercovým dvorkem uvnitř. V letech 1675–1676 dal upravit terasy v zahradě, postavit schodiště, grottu a salu terrenu a v roce 1717 dal palác zapsat jako součást fideikomisního majetku svého rodu. Během dalších úprav byl velký sál v prvním patře patrně přepažen na pokoje.
V letech 1824–1834 byl palác klasicistně přestavěn a dostal také dnešní fasádu, majitelé jej ale neužívali. 
V letech 1861–1876 v budově sídlilo Malostranské gymnázium a v 90. letech 20. století byl celý objekt důkladně opraven.